# استعمار لائوس
استعمار لائوس (انگلیسی: French protectorate of Laos) لائوس امروزی یک مستعمره فرانسوی در تاریخ استعمارگری فرانسه در جنوب شرق آسیا بین سال‌های ۱۸۹۳ و ۱۹۵۳ بود - در عین حال این کشور مدتی نیز به‌طور فترت به عنوان دولت دست‌نشانده امپراتوری ژاپن از آوریل تا اکتبر سال ۱۹۴۵ بود - که در آن زمان بخشی از هندوچین فرانسه را تشکیل می‌داد.